# Guillermo Velásquez
Guillermo Velásquez Ramírez (Pereira, 4 de enero de 1934-Medellín, 26 de junio de 2017) fue un árbitro de fútbol colombiano. Fue internacional entre 1966 y 1982.

## Trayectoria
A Guillermo Velásquez le decían cariñosamente El Chato, y siempre estuvo inmerso en el deporte. Comenzó su carrera en el campeonato nacional de Colombia, dirigiendo por primera vez durante la temporada de 1957. Su rendimiento le llevó a ser nombrado Internacional en 1966: en 1967 comenzó a arbitrar dos carreras de la Copa Libertadores. Incluso fue boxeador representando en 1966 su Departamento en el campeonato nacional, luego fue árbitro de Boxeo. En 1968 fue seleccionado para participar en el arbitraje del  Torneo Nacional Preolímpico de la Conmebol, y en 1968 durante la última ronda de partidos en la Ciudad de México, con motivo del partido entre Bulgaria y Tailandia (14 de octubre de 1968). Este año dirigió  un partido en el Estadio Nemesio Camacho El Campín entre la selección de Colombia y el equipo Santos del Brasil, donde jugaba Pelé quien fue expulsado pero luego regresaría a la cancha a terminar el partido amistoso con resultado final de 4 a 2, ganado el Santos. Luego de este episodio Velásquez Ramírez y Pelé entablaron amistad.
Fue árbitro la semifinal de la Copa Libertadores de América  entre Universidad Católica y Estudiantes partido realizado el 1 de mayo de 1969. En el mismo año hizo su debut en el torneo de clasificación en el Copa Mundial de Fútbol de 1970: dirigió Chile-Ecuador y Perú-Bolivia. Volvió a los Juegos Olímpicos de Múnich en 1972, lo que añade dos aspectos: en 1976 también participó en los Juegos, arbitrar el partido entre la Unión Soviética e Irán, válido por los cuartos de final. 
En 1977, tuvo la oportunidad de participar en dos torneos de clasificación para el Copa Mundial de Fútbol: más de América del Sur (1 presencia, Venezuela-Uruguay 9 de febrero) tomó el campo también en los países de Centroamérica durante los playoffs entre Canadá y Estados Unidos (22 de diciembre). Participó en el Torneo Preolímpico Conmebol hombres en 1980 y en 1982 realizó el último acto oficial a nivel nacional arbitrando el partido entre Atlético Nacional y Millonarios Fútbol Club. 
Fue profesor de mecánica arbitral de Pedronel Maya Ospina donde impartió sus experiencia y conocimientos a las nuevas generaciones de árbitros. 

## Logros
- Segundo árbitro de primera división del fútbol colombiano con mayor número de partidos.

- Segundo árbitro de Colombia en ser convocado a Copa Mundial de Fútbol.

- Primer árbitro en de una semifinal Copa Mundial de Fútbol.[9]